# Големо Малово
Големо Малово е село в Западна България, което се намира в Община Драгоман, Софийска област. То е разположено в подножието на планината Чепън (1206 m). Населението му по данни от 2024 г. е 146 души.

## География
Намира се в северозападната част на Софийското поле, в подножието на планината Чепън, между гр. Драгоман и с. Раяновци. На 2,5 km от селото се намира Драгоманското карстово блато, което допринася за голямото разнообразние от животински и растителни видове. Разстоянието от центъра на София до селото е 54 km.

## Редовни събития
Традиционния събор на Големо Малово се празнува в последната неделя на месец май.